# Tusitala discibulba
Tusitala discibulba es una especie de araña saltarina del género Tusitala, familia Salticidae. Fue descrita científicamente por Caporiacco en 1941.
Habita en Etiopía.